# ミルトン・バレンスエラ
- ミルトン・バレンスエラ

ミルトン・ヴァレンスエラ（Milton Valenzuela、1998年8月13日 - ）は、アルゼンチン出身のサッカー選手。FCルガーノ所属。ポジションはDF。

## クラブ経歴
14歳の時に地元クラブであるニューウェルズ・オールドボーイズの下部組織に入団。17歳だった2016年2月6日、サン・マルティン・デ・サン・フアン戦に出場しトップチームデビュー。
2018年1月26日、出場機会を求めメジャーリーグサッカーのコロンバス・クルーに買取オプション付きの期限付き移籍で加入。3月24日のD.C. ユナイテッド戦でプロ初ゴールを決めた。
2018年12月21日、コロンバス・クルーが買取オプションを行使し、完全移籍。ところがトレーニング中に前十字靭帯を損傷する大けがを負ってしまい、これが原因で2019年シーズンを丸々棒に振ることとなった。
2022年1月30日、FCルガーノに移籍した。